# Бернштейн, Полина Самойловна
Поли́на Само́йловна Бернште́йн (урождённая Рабинович; 19 февраля (3 марта) 1870 — 28 июня 1949) — советская переводчица с немецкого языка, открывшая русским читателям творчество Стефана Цвейга. Мать писателя А. Ивича и лингвиста С. И. Бернштейна; бабушка мемуаристки С. И. Богатырёвой.

## Биография
Родилась в семье владельца дрожжевого завода, купца первой гильдии Самуила Рабиновича и его супруги Августины Яковлевны, носившей звание потомственной почётной гражданки. Имела семерых братьев и сестёр.
В 1891 году вышла замуж за инженера путей сообщения Игнатия Абрамовича Бернштейна. После свадьбы молодая семья поселилась в Тифлисе, а в 1900 году перебралась в Харбин, куда Игнатий Абрамович был направлен для участия в строительстве Китайско-Восточной железной дороги.
В июле 1900 года, спустя всего несколько месяцев жизни на Дальнем Востоке, семья была вынуждена эвакуироваться из Харбина в связи с началом Боксёрского восстания. В результате обстрела китайскими отрядами парохода «Одесса», переправлявшего российских инженеров и рабочих в Хабаровск, был тяжело ранен и в тот же день скончался супруг Полины Самойловны.
Вместе со старшим сыном Сергеем и родившимся через шесть недель после смерти отца Игнатием Бернштейн вернулась из Хабаровска в Киев. После еврейских погромов, случившихся в Киеве в 1905 году, на год уехала за границу — в Берлин и Швейцарию. Вернувшись в Россию, обосновалась в Петербурге.
Проценты с выплачиваемой КВЖД страховки позволяли Полине Бернштейн вести в Петербурге безбедное существование. Она нанимала просторную квартиру в фешенебельном районе у Пяти Углов, содержала штат прислуги, элегантно одевалась, посещала курсы изысканной кулинарии. Согласно семейному преданию, император Николай поклонился проезжавшей в карете по Невскому проспекту Полине Самойловне, приняв её за фрейлину.
По свидетельству родных, Полина Самойловна обладала твёрдым характером, была суровой и требовательной. Сыновьям сумела внушить почтительность и уважение. Особенно доверительные и сердечные отношения сложились у неё со старшим сыном Сергеем, который обращался к ней «мамил» (от «мама» и «милая»).
С 1941 по 1943 год находилась в эвакуации в Чистополе. Выполняла роль «связного» между разбросанными по стране и миру членами семьи и друзьями, сообщая в письмах и открытках «каждому о каждом».
Скончалась в Москве в 1949 году. Прах захоронен в колумбарии на Новодевичьем кладбище.

## Профессиональная деятельность
В 1917 году Бернштейн лишилась состояния и в качестве заработка занялась переводами с немецкого языка. Первой изданной работой Полины Бернштейн стала комедийная пьеса австрийца Рудольфа Лотара «Король-Арлекин». Пьеса вышла в 1917 году в Нарве, была вскоре замечена в Петербурге и Москве и поставлена в столичных театрах.
Бернштейн внимательно следила за новинками иностранной литературы и потому обратила особое внимание на творчество входившего в те годы в литературную моду Стефана Цвейга. Переводчица написала Цвейгу письмо, в котором предложила познакомить русского читателя с его произведениями. Писатель с энтузиазмом откликнулся на её предложение. Выполненные Бернштейн переводы были включены в первое, двенадцатитомное, собрание сочинений Стефана Цвейга с предисловием Максима Горького, которое издавалось в Ленинграде с 1928-го по 1932 год.
Стала одним из первых членов образованного в 1934 году Союза писателей. Полученный ею членский билет был подписан Максимом Горьким, считался реликвией и не подлежал обмену.

## Переводы

### ПереводыС. Цвейга
В хронологическом порядке
- Гувернантка. – Л., 1924.
- Жгучая тайна. – Л., 1924.
- Летняя новелла. – Л., 1924.
- Женщина и ландшафт. – Л., 1926.
- Закат одного сердца. – Л., 1927.
- Лепорелла. – Л., 1927.
- Незримая коллекция. – Л., 1927.
- Принуждение. – Л., 1927.
- Случай на Женевском озере– Л., 1927.
- Смятение чувств. – Л., 1927.
- Тайна Байрона. – Л., 1927.
- Борьба за Южный полюс. – Л., 1928.
- Жизнь трех клоунов. – Л., 1928.
- Легенда о сестрах-близнецах. – Л., 1928.
- Миг Ватерлоо. – Л., 1928.
- Открытие Эльдорадо. – Л., 1928.
- Толстой. – Л., 1928.
- Достоевский. – Л., 1929.
- Казанова. – Л., 1929.
- Ромен Роллан: Жизнь и творчество. – Л., 1930.
- Жозеф Фуше. – Л., 1931.
- Гельдерлин. Клейст. – Л., 1932.

### Прочие переводы
- Келлерман Б. Туннель (1913)
- Вассерман Я. Дело Маурициуса (1928)
- Фаллада Г. Что же дальше? (1934)
- Лотар Р. Вольпоне
- Лотар Р. Король-Арлекин

## Семья
Старший сын — лингвист Сергей Игнатьевич Бернштейн (1892—1970).
Младший сын — писатель Александр Ивич (1900—1978). 
Внучка — мемуарист Софья Богатырёва (род. 1932).